# Dunaliella salina
Dunaliella salina — вид одноклітинних зелених водоростей, що розповсюджені переважно в солоних морях. Відомі своїми антиоксидантними властивостями, завдяки здатності до вироблення каротину у великих кількостях, який широко використовується у виробництві косметики і БАД. Один з небагатьох організмів, здатних виживати в таких засолених умовах, як солоні ставки, що висихають. Виживати в таких умовах їм дозволяє висока концентрація β-каротину, захищаючи водорості від інтенсивного світлового випромінювання і висока концентрація гліцерину, захищаючи від осмотичного тиску. Ці якості дозволять вирощувати водорості в комерційних цілях.
Вперше культивування Dunaliella для отримання β-каротину було налагоджено в СРСР в 1966 р. Комерційне культивування Dunaliella для виробництва β-каротину у всьому світі — безсумнівний успіх галофітної біотехнології. При цьому використовуються різні технології — від примітивного екстенсивного вирощування водоростей в лагунах до інтенсивного розведення культур високої щільності в ретельно контрольованих умовах. Незважаючи на те, що Dunaliella salina виробляє велику кількість β-каротину в середовищі, яке дуже засолене, за забарвлення солоних озер в рожевий і червоний колір відповідальні археї, такі, наприклад, як Halobacterium, а не Dunaliella. Лише іноді колонії Dunaliella можуть додавати помаранчеві плями.
Так само робилися спроби використовувати високі концентрації гліцерину, що накопичує Dunaliella, як основу для комерційного виробництва цієї сполуки. Незважаючи на те, що отримання гліцерину з цих водоростей виявилося технічно можливим, таке виробництво є економічно невигідним. На липень 2005 не було жодного біотехнологічного підприємства, яке б використало водорості для отримання гліцерину.

## Галерея
Цвітіння, викликані водоростями Dunaliella salina: